# Ichikawamisato
Ichikawamisato (市川三郷町?) è una cittadina giapponese della prefettura di Yamanashi.